# Grüner Jäger (Mecklenburg)
Koordinaten: 53° 35′ 50,1″ N, 12° 13′ 35,7″ O

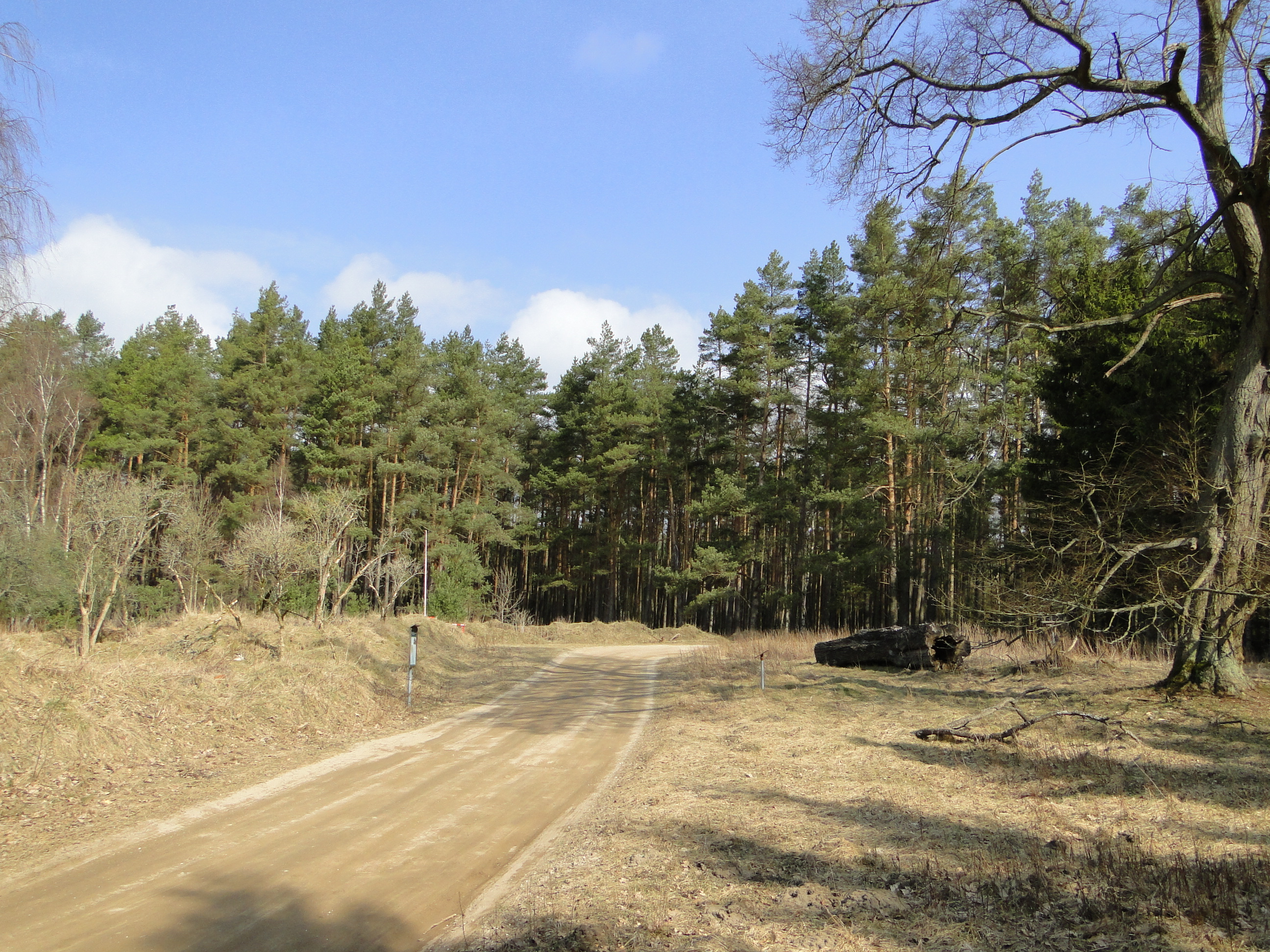
Wüstung Grüner Jäger (2011)

Grüner Jäger ist eine Wüstung im Naturpark Nossentiner/Schwinzer Heide an der Grenze der Landkreise Ludwigslust-Parchim und Rostock in Mecklenburg-Vorpommern. Ursprünglich 1689 als Krug an einem Kreuzungspunkt mehrerer Landstraßen und Postrouten entstanden, wurden in der Folge weitere Gebäude errichtet. Mit dem Entstehen fester Straßen und einer Eisenbahnlinie sank die Bedeutung der Landstraßen und somit des Kreuzungspunktes. Nach Bränden in der zweiten Hälfte des 19. Jahrhunderts wurden Gasthäuser und ein Holzwärterhaus nicht mehr wiedererrichtet. Seit 1945 war auch das letzte Grundstück wüst. Von der einstigen Siedlung zeugen heute eine Infotafel und zwei Linden (eine davon ist eine Ersatzpflanzung), die einst vor einem Gasthaus standen.

## Geografie
Grüner Jäger liegt in der Schwinzer Heide etwa sechs Kilometer südsüdwestlich von Krakow am See und im Naturpark Nossentiner/Schwinzer Heide. Der Ortsteil Wooster Teerofen der Gemeinde Neu Poserin liegt 1,4 Kilometer südwestlich und somit der Wüstung am nächsten. An der ehemaligen Siedlung treffen vier unbefestigte Wege und die Grenzen der Gemeinde Neu Poserin im Südwesten, der Stadt Plau am See im Südosten (beide Landkreis Ludwigslust-Parchim) und der Stadt Krakow am See im Norden (Landkreis Rostock) aufeinander.
Das Gelände liegt auf einer Höhe von etwa 60 m. ü. NHN. Die Umgebung ist weiträumig bewaldet. In der Nähe liegen der Langhagensee im Westen, der im Norden liegende und aus zwei Becken bestehende Brillensee, der Bossower See im Nordosten und der Paschensee im Süden. Das Naturschutzgebiet Paschensee reicht bis an die ehemalige Ortslage heran.

## Geschichte

Grüner Jäger (um 1924)

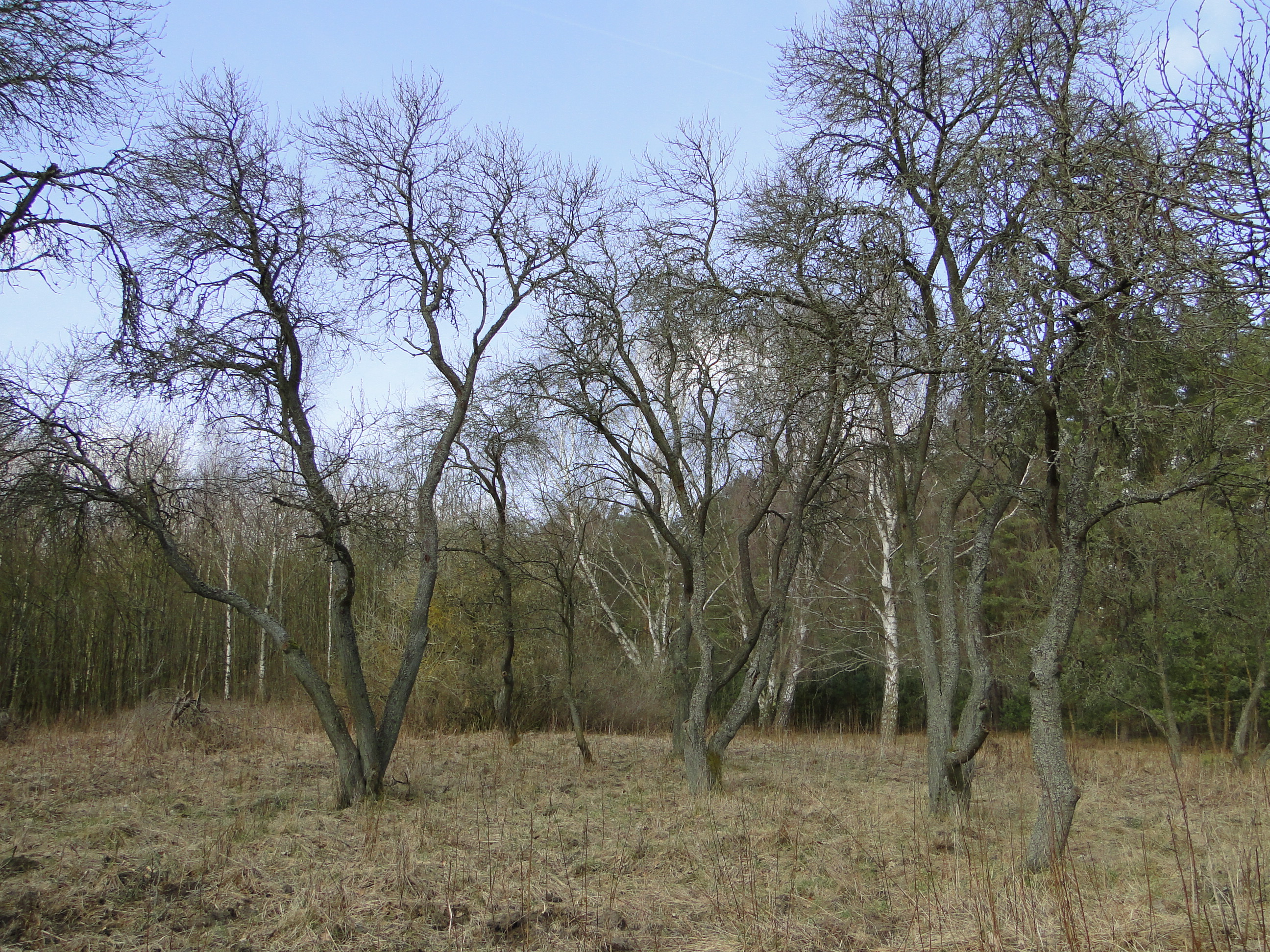
Obstbäume (2011)

In völlig menschenleerer Gegend befand sich seit 1689 am Grenzort ein Krug in den Dannen, der grüne Jäger genandt. An der sogenannten Drei-Kaiser-Ecke trafen drei, eigentlich vier Besitzungen aufeinander:
- östlich das Bossower Forstrevier, einst im Besitz des Klosters Dobbertin.
- südöstlich das Karower Forstrevier als ehemalige Besitzungen derer von Hahn und Cleve.
- südlich das Sandhofer Forstrevier, die Wooster Heide als späterer Großherzoglicher Besitz.
- nördlich das Sammiter Forstrevier als Besitz derer von Weltzien in Alt Sammit.

Alle angrenzenden Besitzer trafen mit ihren Ländereien an diesem Kreuzungspunkt der Landstraßen zusammen. An der Schnittstelle der sogenannten Klosterstraße, die die Klöster Dobbertin und Malchow auf kürzestem Landwege verband, ließ 1689 Alexander von Weltzien einen Krug in den Dannen erbauen. In der Nähe sollen auch ein Teerofen und eine Kalkbrennerei gestanden haben, wie Bodenfunde belegen. 1693 wurde Joachim Möller als Krüger des Grünen Jäger genannt. In der darüber ausgestellten Urkunde ist zu lesen: ...zu wissen sei hirmit sonderlich denen, so daran gelegen, daß der wollgebohrne Herr, H. Alexander von Weltziehn, ...auf zusprächen deß wollgebohrnen Herrn, H. Christoff Hanß von Grabow, welcher auch Bürge geworden von jetztgemeldten Jochim Möllern. Es thut der wollgeborhne Herr Alexander von Weltziehn gedachten Jochim Möllern den Krug in den Dannen, der grüne Jäger genandt, benebenst zween Seen alß den Krummen See, und den Paschen See, welche beyde Seen Jochim Möller,seines bestens nach zu befischen sich gebrauchen kann, und behalte mir daran nicht mehr, alß die großen wahden Züge. Auch bekömpt Jochim Möller einen Kohlgahrten bey dem Kruge, daß biehr und Brandtwein wir auch haben und geven, bekompt er nach dem Kruge vom Sammiter Hoffe, und nimbt Jochim Möller gedachten Krug, von unten gesetzten dato an, auff drey Jahre alß von Anno 1690 den 1. January 1693. Zwölff Tonnen Bier hat ausgeschenket, bekömpt er für sich die dreyzehende Tonne, für solchen vorgesetzten genießbrauch gibt Jochim Möller jährlich zwölff Rt und 6 Schock Krebse, und versprechet derselbe bey seiner Ehre, wie auch haab und gudt, daß bier und brandte, wein so zu lassen, es ihm vom hoffe Sammit geschicketbwirdt, wie auch zu feuer und licht in aller guete aufsicht haben,auch alles, waß im Kruge vorgehet, so straffbahr ist, anmelden, daß dieses alles, waß hie vorgefolgt, treulich und ehrlich soll gehalten werden, ist dieser Contract von denen H. Christoff Hannß von Grabowen wie schon gedacht, alß Bürge von Jochim Möllern eigenhändig unterschrieben. So geschehen zu Sammit am 11. January Anno 1690.
Um 1730 erbte Christian Ludwig von Weltzien mit Alt- und Neu Sammit auch den Grünen Jäger.
Der Landweg von Dobbertin über die Mildenitz nördlich des Goldberger Sees quer durch die Schwinzer Heide, vorbei an den Forstarbeiterdörfern Lüschow, Schwinz und Jellen in Richtung Krakow, zum Kloster Malchow und nach Plau war Teil der alten west-östlichen Handelsstraße von Hamburg nach Stettin.
Einige dieser recht sandigen und sehr breiten Landwege wurden zu damaligen Zeiten auch für Postrouten genutzt. Auf Grund der günstigen Lage entwickelte sich der Grüne Jäger zum Rastplatz für Postkutscher, Kaufleute und Reisende, aber auch für Wegelagerer und „lichtscheues Gesindel“. Als Ort zum Pferdewechsel wurde 1750 jenseits der Grenze, auf der Karower Seite noch ein Wirtshaus mit Stallungen für 50 Pferde errichtet. Danach erfolgte die Regulierung der Grenzen zwischen Bossow, Schwinz und Sammit, wie das Kreutz-Protocoll beym Carowschen Krug zum Grünen Jäger am 25. Juni 1756 zwischen dem Klosteramt Dobbertin mit seinen Provisoren Joachim Dietrich von der Osten auf Karsdorf und Provisor Matthias von Grabow auf Suckwitz, dem Klosterhauptmann jobst Hinrich von Bülow auf Woserin, dem Küchenmeister Friedrich Friese und dem Hauptmann von Weltzien vom Gut Sammit und dem Hauptmann von Weltzien auf Klein und Groß Tessin belegen. Zwei prächtige Linden zierten einst den Eingang des gleichnamigen Gasthauses. Auf der Bossower Seite baute das Klosteramt noch ein Waldwärterhäuschen, in dem 1762 Johann Rüntzler wohnte. Er nahm am 2. April 1762 im Dobbertiner Klosteramt an der Versteigerung des Dorfkrugs zu Bossow teil. Im Beichtkinderverzeichnis von 1775 wurden neben dem zu Sammit gehörenden Krug zum Grünen Jäger dort noch der Teerschweler Franz Hanings mit seiner Frau Sophia, dessen Sohn Hans und den Knechten Christian Gütschow und Matthias Meier mit seiner Frau Elenora genannt. Im Katen wohnte 1781 Holzwärter Hoffmann, der aber wegen Holzdiebstahls dort nicht bleiben durfte. 1789 wurde auf der Karower Seite des Grünen Jäger der Krug noch genannt.
1793 verlängerte Johann Andreas Burmeister aus Woosten seinen Pachtvertrag bis 1803 mit der Pertinenz Sandhof, der Teerschwelerei und der Einliegerwohnung beim Grünen Jäger mit dazugehöriger Jagd und Mast in der Heide.
Der Krugpächter Zimmerermeister Sengebusch zog 1801 aus dem Grünen Jäger fort, ohne die ausstehende Pacht von 22 Talern gezahlt zu haben.
Anfang 1800 verlor Engelke von Plessen beim Spiel im Hotel Erbgroßherzog in Güstrow die Woostener Heide an den Herzog Friedrich Franz I. Diesen Verlust konnte Engelke von Plessen nie verwinden.
Im Wirtshaus am Grünen Jäger kam es öfters mal zu Schlägereien, auch von Totschlag war die Rede. Doch was war geschehen? Eines Abends kehrten dort zwei Handwerksburschen ein, ein Nagelschmied und ein Schneider. Als der Nagelschmied das Essen bezahlen wollte, klimperte und klirrte es in seinen Taschen und erweckte den Anschein nach vielem Geld. Am nächsten morgen zogen sie gemeinsam Richtung Sandhof. Doch gleich hinter Wooster Teerofen griff der Schneider den Nagelschmied an und drückte dessen Kehle zu. Der Nagelschmied fiel tot hin, vor Angst beraubte ihn der Schneider nicht, bedeckte ihn mit Tannen, lief den weiten Weg bis nach Goldberg und zeigte sich dort beim Amt an. Er wurde bestraft und der Tatort hieß seit dieser Zeit Nagels Totschlag. Einst stand dort auch ein Pfosten mit einem Schild, auf dem ein Totenkopf aufgemalt war.
Während der Besetzung durch französische Truppen und den Durchmärschen 1812 verließen die Bewohner, darunter auch Scherping den Grünen Jäger. Als 1825 der Kaufmann Heinrich Seelinger die Güter Alt und Neu Sammit kaufte, wurden auch der Krug und die Theerschwelerey zum grünen Jäger mit übergeben. Nach 1825 entstand die Büdnerei Roepcke. Krüger Friedrich Eggert mietete 1842 das auf der Sammiter Seite stehende Wohnhaus zum Grünen Jäger. 1855 wurden auf der Karower Seite am Grünen Jäger fünf Haushalte genannt. Die Kinder mussten zum drei Kilometer entfernten Hahnenhorst zur Schule gehen. 1872 gehörte der Grüne Jäger offiziell zur Gemeinde Sandhof. 1875 brannten das Karower Gasthaus und das Bossower Holzwärterhaus ab und wurden nicht wieder aufgebaut. Am 1. Dezember 1876 wurden noch zwei Einwohner gezählt.
Nach der Frühjahrswegebesichtigung 1905 hatte die Großherzogliche Haushaltsforstinspektion angeordnet, Bäume zwischen Grüner Jäger und Sandhof sind neu zu weißen. Der Holzwärter Friedrich Roepcke war um 1925 als Holzvoigt für alle vier Forstreviere zuständig und die Holzaufsicht war mehrfach auf die Söhne übergegangen. 1932 beschwerte sich Fritz Röpcke beim Ministerium für Landwirtschaft, Domänen und Forsten in Schwerin über erlittene Schäden bei den seit zwei Jahren unter Wasser stehenden acht Morgen Wiesen und Weiden infolge des zu hohen Wasserstandes des Langhagensees. Zuletzt stand am Grünen Jäger noch eine Büdnerei, deren letzter Besitzer nach den Kriegswirren 1945 durch Angehörige der Roten Armee erschossen wurde. 1950 als Trümmerhaufen, sind heute nur noch Reste der Ruine und des Hausgartens gegenüber der alten und einer 2009 neu gepflanzten Linde zu erkennen.
Der Alte Klosterweg war von 1962 bis 1989 Panzerstraße der Nationalen Volksarmee und führte von den Goldberger Kasernen bis zum Verladebahnhof am Bahnübergang vor Bossow.

## Naturdenkmal

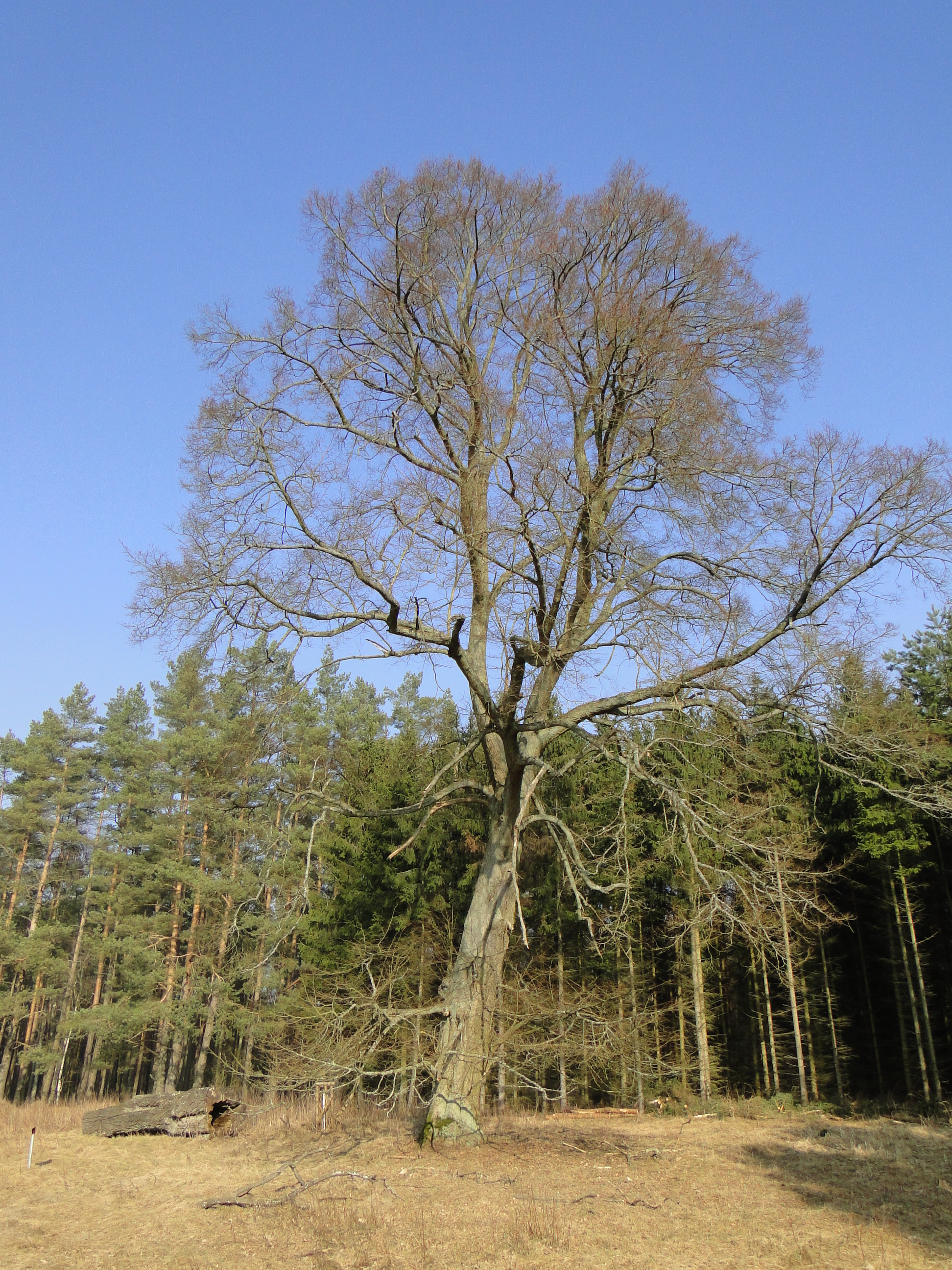
Winterlinde (2011)

An den Grenzort und den Gasthof Grüner Jäger erinnern heute nur noch die Infotafel, eine Winterlinde (Tilia cordata) als Naturdenkmal, der Stamm der zweiten umgefallenen Linde und ein Schutthügel. Dafür wurden zwei neue Linden gepflanzt.

## Ungedruckte Quellen
Landeshauptarchiv Schwerin (LHAS)
- LHAS 5.12-4/2 Mecklenburgisches Ministerium für Landwirtschaft, Domänen und Forsten.
- Kreis Güstrow, Nr. 315 Rittergut Neu Sammit mit Grüner Jäger 1925–1942.
- Kreis Parchim, Nr. 3905 Sandhof mit Ortsteil Grüner Jäger und Wooster Teerofen 1937–1942.

## Karten
- Wiebekingsche Karte von Mecklenburg, 1786.
- Messtischblatt Neu Sammit 1927 vom Oberst a. D. Völkers.
- Wirtschaftskarte Forstamt Dobbertin 1927/1928.
- Offizielle Rad- und Wanderkarte des Naturparks Nossentiner/Schwinzer Heide, 2010.